# Emma Darcy

Emma Darcy  es el seudónimo del matrimonio de escritores formado por Frank y Wendy Brennan , autores australianos de novela romántica. Desde el fallecimiento de Frank en 1995, Wendy Brennan escribe los libros en solitario. 
Emma Darcy vendió 60 millones de libros desde 1983 hasta 2001, y edita una media de seis libros por año.
En 2002, la primera novela sobre crímenes de Emma Darcy Who Killed Angelique? ganó el Premio Ned Kelly para la Mejor Primera Novela. En 2003, la siguiente novela, Who Killed Bianca, quedó finalista al Premio Ned Kelly por la Mejor Novela.
Wendy Bennan vive en Nueva Gales del Sur, Australia. Tuvo tres hijos con Frank. Wendy Brennan se graduó en latín y trabajó como maestra de inglés en un instituto. Fue la primera mujer programadora de ordenadores en el hemisferio austral.

## Concurso Emma Darcy
En 1993 Frank y Wendy Brennan crearon el concurso Emma Darcy para animar a los autores a finalizar sus manuscritos. Tiene un premio de dos mil dólares y garantiza que el manuscrito será analizado por un editor.
Ganadores:
- 1994 -- Tracey Cooper-Posey.
- 1995 -- Ginny Gibbs.
- 1996 -- Bronwyn Jameson.
- 1997 -- Fiona Brand.
- 1998 -- Jill Watkinson.
- 1999 -- Yvonne Lindsay.
- 2000 -- Lucy Forster y Danielle Ellis.
- 2001 -- Laura Ruch.

## Obras

### Publicadas enEspaña
Todas editadas por Harlequín Ibérica, S.A.

#### Años 1980
| - El amor no es un juego (1986) - La chica del millón (1987) - Directo al corazón (1988) - Herencia de amor (1988) - A tu lado (1988) | - La Canción del deseo (1989) - Una llama de esperanza (1989) - Un mágico verano (1989) - Su fantasía favorita (1989) |

#### Años 1990
| - Un amor sin precio (1990) - Dímelo otra vez (1990) - Dos hombres y un amor (1990) - Encuentro a ciegas (1990) - El juego perfecto (1990) - La predicción (1990) - Vestida para seducir (1990) - El regalo del amor (1991) - Saborea la pasión (1991) - La dama de diamantes (1992) - Música para el amor (1993) - Éxtasis y veneno (1994) - Redes de seducción (1994) - Alto riesgo (1995) - La boda (1995) - El hombre del parque (1995) - Mujer indomable (1995) | - Noche de tormenta (1996) - Por segunda vez (1996). Reed. Por segunda vez; Nunca un extraño (1998, con Patricia Wilson) - Sueños imposibles (1996) - Buscando un heredero (1997) - Más allá del corazón (1997) - Necesito esposa (1997) - Un nuevo comienzo (1997) - Olvidar el pasado (1997) - Última parada, matrimonio (1997) - Cruel deseo; Necesito esposa (1998, con Jessica Steele) - Gritos del alma (1998) - Una herencia asombrosa (1998) Reeditado: Una herencia asombrosa; Un extraño en mi vida (2003), con Marie Ferrarella. - La otra (1998) - Sangre caliente; Olvidar el pasado (1998, con Charlotte Lamb) - Amor y venganza (1999) - Una conquista más (1999) - El fantasma del amor; Un nuevo comienzo (1999, con Kathleen O'Brien) - Otro en tu corazón (1999). Reed. Otro en tu corazón; Amor auténtico (2003, con Karen Rose Smith) - Viaje hacia el amor (1999) . Reed. Viaje hacia el amor; Amor y venganza (2004) |

#### Años 2000
| - Amores ocultos (2000) - Escrito en el cielo (2000) - Fuego en el corazón (2000) Reedición de 2005, Fuego en el corazón; Escrito en el cielo. - El juego de la seducción (2000) - Lazo de unión (2000) - Padre por sorpresa (2000) - Pasión impredecible (2000) - Seducir al enemigo (2000) - Una venganza muy dulce (2001) - Una oportunidad para el amor (2001) - Una noche robada (2001) - A la mañana siguiente (2002) - Obsesiones secretas (2002) - Odio y amor, gritos del alma (2002, con Miranda Lee) - Boda de compromiso (2003) - Boda de confianza (2003) | - Boda de conveniencia (2003) - Una cita a ciegas (2003) - En la riqueza y en la pobreza (2003) - Amor de nueve a cinco (2004) - De la tragedia al amor (2004) - Rescate por amor (2004) - El tiempo pasará; Una conquista más (2004, con Rebecca Lang) - Amante comprada (2005) - Furia y pasión (2005) - Inocencia y traición (2005) - Melodía de pasión (2005) - Deudas de deseo (2006) - Fama y fortuna (2006) - Un trato con el jeque (2006) - Los King y el amor (2007) |

### Publicadas eninglés

#### Novelas independientes
| - Tangle of Torment (1983) - Twisting Shadows (1983) - A World Apart (1984) - Fantasy (1985) - Don't Play Games (1985) - Song of a Wren (1985) - Point of Impact (1985) - The Impossible Woman (1985) - Man in the Park (1986) - Woman of Honour (1986) - Blind Date (1986) - Don't Ask Me Now (1986) - The Wrong Mirror (1986) - The Unpredictable Man (1986) - One That Got Away (1987) - Strike at the Heart (1987) - Positive Approach (1987) - Mistress of Pillatoro (1987) - Whirlpool of Passion (1987) - Always Love (1988) - The Falcon's Mistress (1988) - A Priceless Love (1988) - Aloha Bride (1988) - The Ultimate Choice (1989) - The Power y the Passion (1989) - Pattern of Deceit (1989) - The Colour of Desire (1990) - Too Strong to Deny (1990) - One-woman Crusade (1990) - Bride of Diamonds (1990) - To Tame a Wild Heart (1992) - Breaking Point (1992) - High Risk (1992) - The Wedding (1992) - The Seduction of Keira (1992) - The Velvet Tiger (1992) - Heart of the Outback (1993) - An Impossible Dream (1993) - The Upstairs Lover (1993) - No Risks, No Prizes (1993) - A Very Stylish Affair (1993) - The Last Grand Passion (1993) - The Sheikh's Revenge (1993) - A Wedding to Remember (1994) | - In Need of a Wife (1994) - Burning con Passion (1995) - The Fatherhood Affair (1995) - Climax of Passion (1995) - The Father of Her Child (1996) - Jack's Baby (1996) - Last Stop Marriage (1996) - Mischief y Marriage (1996) - Their Wedding Day (1996) - Craving Jamie (1997) - Seducing the Enemy (1997) - The Secrets Within (1997) - Marriage Meltdown (1997) - Merry Christmas (1997) - Fatherhood Fever! (1998) - The Sheikh's Seduction (1998) - Inherited, One Nanny (Presents S.) (1998) - Outback Heat (1998) - The Marriage Decider (1999) - The Secret Mistress (1999) - Having Leo's Child (1999) - A Marriage Betrayed (1999) - Bride of His Choice (1999) - The Marriage Risk (2000) - Mistress to a Tycoon (2001) - The Sweetest Revenge (2001) - The Hot-blooded Groom (2001) - Claiming His Mistress (2001) - The Blind-Date Bride (2003) - His Boardroom Mistress (2003) - The Billionaire Bridegroom (2003) - The Bedroom Surrender (2003) - The Outback Marriage Ransom (2004) - The Outback Wedding Takeover (2004) - A Spanish Marriage (2004) - The Outback Bridal Rescue (2004) - His Bought Mistress (2004) - The Italian's Stolen Bride (2005) - The Ramirez Bride (2005) - The Secret Baby Revenge (2006) - The Playboy Boss's Chosen Bride (2006) - Traded to the Sheikh (2006) - The Billionaire's Scandalous Marriage (2007) - Hot Blooded Affairs (2007) |

#### Serie sobre la familia James
- Ride the Storm (1991)
- Dark Heritage (1992)
- The Shining of Love (1994)

#### Serie Kings del Outback
- The Cattle King's Mistress (2000)
- The Playboy King's Wife (2000)
- The Pleasure King's Bride (2000)
- Kings of the Outback (omnibus) (2004)

#### Serie Kings de Australia
- The Arranged Marriage (2002)
- The Bridal Bargain (2002)
- The Honeymoon Contract (2002)

#### Serie ¿Quién mató a…?
- Who Killed Angelique? (2004)
- Who Killed Bianca? (2004)
- Who Killed Camilla? (2005)

#### Colecciones
- The Emma Darcy Duet (1993)
- The Collection (Seasonal Products) (1998)
- Conveniently Yours (1999)
- Seduced (2002)
- Red-hot Passion (2003)
- The Bedroom Surrender / Mistress to a Millionaire (2003)
- Man in the Park / Point of Impact (2004)
- Power and the Passion / Burning with Passion (2004)
- Mistress to a Tycoon / Jack's Baby (2005)
- Kings of Australia (2005)
- Jack's Baby / Craving Jamie (2005)

#### Antologías en colaboración
| - Sunsational (1991) (con Emma Goldrick, Penny Jordan y Carole Mortimer) - Father Knows Last: High Risk, Guilty Passion (1996) (con Jacqueline Baird) - Passion with a Vengeance (1998) (con Jacqueline Baird y Sara Craven) - The Man She Married (1999) (con Annette Broadrick y Ann Major) - Desert Heat (1999) (con Lynne Graham y Sandra Marton) - Mothers-to-be (1999) (con Lynne Graham y Leigh Michaels) - Father and Child (2000) (con Jacqueline Baird y Sandra Marton) - Desert Destinies (2001) (con Helen Brooks y Mary Lyons) - A Christmas Seduction (2001) (con Helen Brooks y Catherine Spencer) - Latin Liaisons (2002) (con Lynne Graham) - An Australian Christmas (2002) (con Lindsay Armstrong y Miranda Lee) - Boardroom Baby (2003) (con Sandra Field y Kim Lawrence) - The Pregnancy Surprise (2003) (con Caroline Anderson y Gayle Wilson) - Australian Tycoons (2004) (con Marion Lennox y Margaret Way) - Seduced by a Sultan (2004) (con Liz Fielding y Sandra Marton) - Pregnant Brides (2004) (con Sandra Field y Carol Marinelli) - Risque Business (2005) (con Liz Fielding y Sharon Kendrick) - Her Playboy Challenge / The Outback Bridal Rescue (2005) (con Barbara Hannay) - Outback Desire (2006) (con Carol Marinelli y Margaret Way) - Billionaire Grooms (2006) (con Leigh Michaels y Sara Wood) - More Than a Mistress (2006) (con Anne Mather y Catherine Spencer) - Sweet Revenge (2006) (con Sara Craven y Kim Lawrence) |

#### No ficción
- The How to Be A Successful Romance Writer (1995)